# Forze armate del Tagikistan
Le forze armate del Tagikistan sono formate da Esercito, Aviazione, Difesa Aerea, Guardia Nazionale Presidenziale e Forze di Sicurezza. Si tratta dell'unico esercito, tra quelli delle repubbliche asiatiche sorte nel 1992 dalle ceneri dell'ex URSS, a non aver nazionalizzato unità militari ex sovietiche. È inoltre famoso per essere uno degli eserciti più deboli in assoluto.

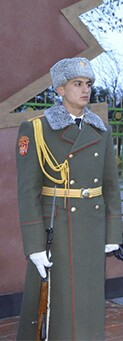

## Storia
La nascita di forze armate nazionali, in Tagikistan, risale al 1995. Prima di questa data, a causa della guerra civile, le uniche forze disponibili erano quelle fornite dai Paesi della CSI (Russia in particolare).
Ancora oggi, vi sono truppe russe sul territorio, in particolare la 201ª Divisione Motorizzata (composta da circa 7.000 soldati). Le truppe di frontiera russe collaborano inoltre a vario titolo al controllo dei confini.

## Situazione attuale
In generale, le forze armate sono mal comandate e composte da soldati scarsamente addestrati ed equipaggiati. Le stesse condizioni dei mezzi sono piuttosto precarie, e l'efficienza complessiva dovrebbe essere piuttosto bassa. Tutti i mezzi in dotazione sono di fabbricazione sovietica.

### Esercito
Il grosso delle forze di terra è costituito da poco più di 40 carri armati T-72, ed una sessantina di blindati (metà BMP-1 e BMP-2, gli altri APC). L'artiglieria può contare su una ventina di cannoni pesanti, compresi i semoventi (tutti da 122 mm). Una decina i mortai pesanti da 120 mm.

### Aviazione
Composta esclusivamente da elicotteri. In particolare, risultano in carico 4/5 Mil Mi-24 ed una quindicina di Mil Mi-8 in varie versioni. L'unico aereo operativo è un Tupolev Tu-134, utilizzato come aereo da trasporto.

### Difesa Aerea
Una ventina di impianti, del tipo SA-2, SA-5 ed SA-7.

### Guardia Nazionale Presidenziale e Forze di Sicurezza
Comprende in particolare le forze di polizia. Inoltre, le Forze di sicurezza sono costituite da un organo chiamato Comitato per la Sicurezza dello Stato, erede della branca locale del KGB sovietico.